# Bol (Tsjaad)
Bol is een plaats in het westen van Tsjaad, en de hoofdstad van de regio Lac. De stad telt 11.120 inwoners (2008). Bol beschikt over een klein vliegveld met een verharde landingsbaan.
De stad ligt aan de oevers van het Tsjaadmeer.